# هاروهي ناناو
هاروهي ناناو (باليابانية: 七緒 はるひ) مواليد 11 فبراير 1973 في طوكيو، اليابان، هي مؤدية أصوات يابانية بدأت نشاطها عام 1996.

## أعمال
- أبطال الديجيتال الجزء الأول
- أبطال الديجيتال الجزء الثالث
- أبطال الديجيتال الجزء الخامس
- سلة الفاكهة
- تينجو تينج
- ناروتو
- ون بيس
- أمير التنس
- فيلم ناروتو: ذعر الحيوان في جزيرة هلال القمر
- زم الفضائي
- دروب ديد ديفا
- فيلم موعد
- بافي قاتلة مصاصي الدماء
- كيك باتاوسكي: المغامر

## وصلات خارجية
- هاروهي ناناو على موقع IMDb (الإنجليزية)
- هاروهي ناناو على موقع ميوزك برينز (الإنجليزية)
- هاروهي ناناو على موقع قاعدة بيانات الفيلم (الإنجليزية)
- هاروهي ناناو على موقع كينوبويسك (الروسية)
- هاروهي ناناو على موقع ANN person (الإنجليزية)